# Збриж (Кам'янець-Подільський район)
Збриж — село у Чемеровецькій селищній громаді Кам'янець-Подільського району, Хмельницька область, Україна.

## Назва
Поселення за історію об'єднало декілька різних сіл з їх власними назвами: Ярослав, Ярославль, Хорівці, Хоржівці.
Сучасна назва села почала утворюватись в 1565 року, коли магнати Лянцкоронські засновують містечко Нове Бжезє. Свою роль в новій топоніміці зіграла ностальгія, шляхтичі Лянцкоронські походили з села Бжезья у сучасній Польщі, тому в назві є слово "Новий" (аналогії: Йорк і Новий Йорк). А далі з назвою відбулась трансформація, де Бжезє перетворилось на Збриж.

## Географія
Розташоване на лівому березі річки Збруч, за 48 км автодорогами від Кам’янця-Подільського. В околицях Збрижа знаходиться Горинева печера й залишки городища, там, де «Розбита Могила».

### Клімат
Збриж знаходяться в межах вологого континентального клімату із теплим літом. Але діяльність людини досить часто призводить до екоциду, поганих змін та глобального потепління. Рівень наповнення річок водою по області становить лише 20 % від необхідного стандарту, значна частина земної поверхні стає посушливою. Для покращення ситуації варто було б проводити ревайлдинг, відновлювати екосистеми та лісові насадження.

## Історія
Історичні документи твердять, що сучасне село Збриж у 1352 році називалось Ярослав, мало 5 димів, 4 плуги та 2 священики.
1471 року Грицько Кірдей продав Янові КотоЯрослав, Хоровці, а також Сокиренці, Зелену, Руде.
1493 — письмова згадка за люстрацією: Хоровці — 2 хати.
Село Хоровці у 1542 році перейменовано на Хоржівці (за прізвищем землевласників Хоржівських).
1565 року — Ярославль належав старості скальському — Героніму Лянцкоронському (1510—1569), а Хоржівці належали братам Гнату та Андрію (з Хоржівець).
1629 року — тут було 30 хат — Ярославль належав Станіславу Лянцкоронському гербу Задора.
Збриж був заснований на ґрунтах старого Ярославля (перша письмова згадка — 1530) і Хоржівці (Хоровці) (перша письмова згадка — 1542). Старий Ярославль находився ближче до Жабинців, які називали — Ярославль, де наприкінці XIX століття був хутір Ярославка.
У 1646 році в грамоті, виданій Владиславом IV Вазою, вказано, що Станіслав Лянцкорунський (скальський староста) заснував на місці Старого Ярославля і Хоржівців місто — Нове Бжезє (Збриж). Місто отримало магдебурзьке право, пізніше козацькі війни зашкодили розвитку міста. 1657 року — місто далі належало польному коронному гетьманові, воєводі брацлавському — Станіславу Лянцкоронському, який загинув 19 лютого 1657 року та похований у Львові.
Під час окупації Подільського воєводства Османською імперією в 1672—1699 роках, у містечку було, згідно перепису 1681 року — 4 господарства
Далі Збриж належав його сину Героніму, який 1696 року продав Нове Бжезє (також Жванець, Ягільницю) Францішку Станіславу Лянцкоронському (? −1699).
Його донька Аґнєшка Ланцкоронська (1670—1720), у 1710 році стала дружиною Валентія Казімєжа Межеєвського (1680—1730), закромського[джерело?] каштеляна г. Шеліга. Вони мали 2 доньки. Молодша Анна Соломія Межеєвська стала дружиною генерала майора коронних військ, скальського старосту Адама Тарла г. Топор(1708—1772), який отримав від неї Збриж з присілками (Гуків, Мар'янівка, Сокиринці і Коцюбинчики), сприяв розвитку міста. Він почав відбудовувати за новим планом замок над річкою, який залишився з XVII століття після Лянцкоронських в руїнах, від нього пізніше залишилася брама, яка була пристосована під будинок, і почав в 1744 будувати монастир капуцинів, який був оточений муром в формі сокири, як на гербі Тарлів. Але він не закінчив, ні замку, ні монастиря(Антоні Ролле). В них було 3 дітей: 2 сина і донька Ева.

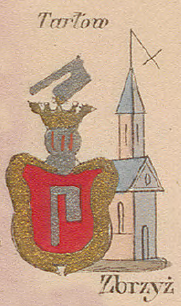
Збриж на мапі Зигмунда Герстмана

Збриж перейшов до молодшого сина Щимона Тарла (1744—1781), одруженого з Маріаною Ілінською гербу Лис (1740—1784). Шимон Тарло справами не займався, усім займалася його дружина Маріана Ілінська. Він зрікся свого спадку на користь сина Флоріана Тарла. 1780 власником Збрижа був його молодший син Флоріан Анджей Тарло (1771—1824) — місто мало 328 будинків.
1786 року місто купив Францішек Стшалковський герб Любич. Місто при кордоні почало занепадати, недокінчений замок стояв в руїнах. Костел був добудований при підтримці Ф. Стшалковского та інших парафіян. Тоді були привезені 12 образів пензля Франциска Смуглевіча, датовані 1786 роком. 3 них 3 потім були у церкві (Вознесіння, св. Трійці і св. Йосефата).
Костел існував з 1774 по 1830. Добудували костел у 1790 році. Костел Небовзяття Пресвятої Богородиці посвятив кам'янецький єпископ Дембовський 1801 року. У 1826 тут було 7 монахів-капуцинів і церковна школа, у якій навчалось 11 учнів. 1830 року костел капуцинів почали перебудовувати на церкву. У 1886 році церкву значно перебудували. В цій церкві було 3 ікони пензля, Франциска Смуглевича. Ці ікони були взяті з костелу. Під будівлею церкви знаходилась усипальня з монастиря.
27 липня 1672 Збриж відвідав німецький мандрівник, дипломат Ульріх фон Вердум, який у своєму щоденнику залишив опис містечка. Зокрема він написав, що: місто Бржеже було оточене муром і в північно-східній частині розташовувався кам'яний укріплений замок. Ченці, які там проживали і проводили меси в армії, їздили на конях і були озброєні шаблями. В місто був в'їзд через міст на ріці Збруч.
1702 року на кошти св. Олександра Ломиковського була збудована дерев'яна Свято-Троїцька церква з трьома банями. Церква була греко-католицькою, стала православною наприкінці XVIII століття. Проіснувала до 1824 року, потім була приєднана до Михайлівської церкви, пізніше була розібрана.
1707 року Михайлівська церква була дерев'яною (з дуба) з трьома банями. Наприкінці XVII століття стала православною. Проіснувала до 1834 року, в 1830 була перебудована церква з костелу.
1759 року була Благовіщенська церква, за містечком біля замку.
Після поділу Речі Посполитої в 1772 місто почало занепадати. Після 1818 місто належало 5 різним власникам, які пізніше часто змінювалися. З 2 половини 17 століття місто охоче заселяли євреї, так у 1764 проживало 710 євреїв. Містечко було центром кагалу, якому належали 9 сіл з 83 євреями.
З 1793 місто було поділене, більша частина відійшла до Російської імперії.
1828 році на околицях Збрижа втопився у Збручі польський поет Тимон Заборовський.
У 1839–1842 роках побудований з мурів Костел св. Антонія і Яна Непомуцького, у костелі було 5 образів і 5 медальйонів пензля Францішека Смуглевича.
1875 року на цвинтарі, на кошти Данила Дунаєвського, збудована каплиця Всіх Святих.
1837 року, продавши Заміхів, Збриж купив польський поет Станіслав Доліва Стажинський (1784—1851) («Стах з Замехова»).

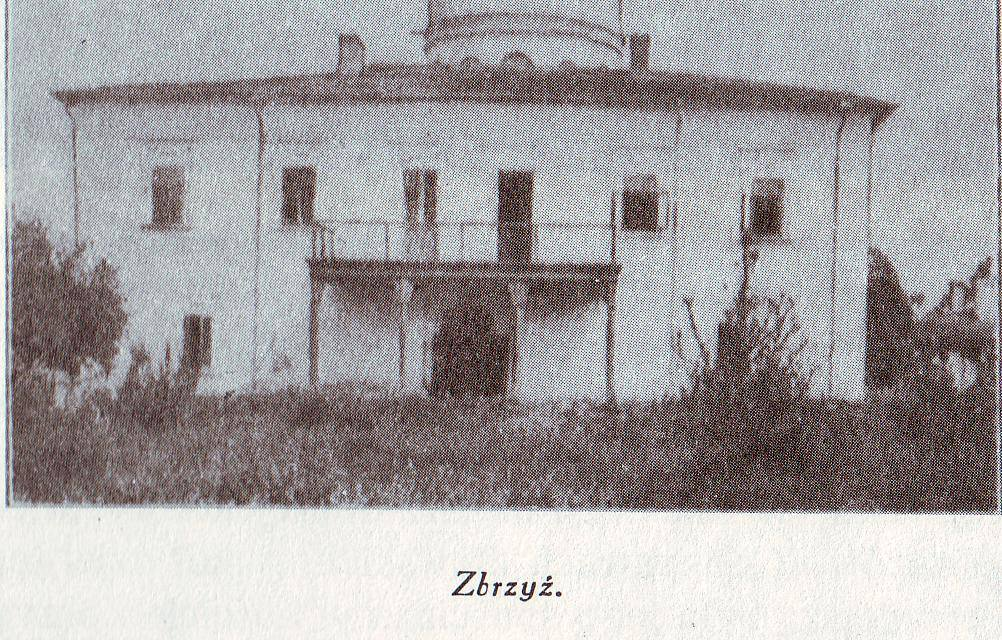
Замок у Збрижу перебудований у житловий будинок на два поверхи із вежею

З замку залишилися тільки рештки. В'їзна брама перероблена на будинок, у якому жив Градовський. У цьому будинку жили: польський поет Станіслав Старжинський, який деякий час був власником Збрижа, та довший час — Адольф Добровольський, секретар князя Адама Чарторийського і директор Бердичівського відділення польського банку.
1872 року існувало народне училище, у якому навчалось 60 учнів.
1883 налічувалося 226 хат, 1400 людей (355 жидів). Була православна церква, православна каплиця, костел католицький, єврейський молитовний дім, школа, водяний млин.
1887 проживало 1386 людей (462 жиди): була синагога й молитовний дім, який закрили через те, що приміщення було старе; 226 будинків, водяний млин.
У XIX — на початку XX століття Збриж належав Градовським, а в 1914 — Дунін-Козіцьким.
29 липня 1917 p., по битві над Збручем Гуцульська сотня здобула перехід через ріку в селі Збриж.
Радянська окупація принесла колективізацію та розкуркулення, мешканці села зазнали репресій. Багатьох частинах Поділля відбувались масові селянські повстання проти радянської влади.
У 1932–1933 селяни села пережили жахливі події — Голодомор. Через який загинуло багато односельчан, але в архівах збереглись дані лише про 18 жителів села, які загинули через голод.
Роки Великого терору 1936-1937 вбито осіб різних національностей і професій, багато людей було виселено як сім'ї «ворогів народу».
Після завершення Другої світової війни у 1946—1947 роках село вчергове пережило голод.
З 1991 року в незалежній Україні.
15 вересня 2016 року шляхом об'єднання сільських територіальних громад, село увійшло до складу Чемеровецької селищної громади. Об'єднання в громаду має створити умови для формування ефективної і відповідальної місцевої влади, яка зможе забезпечити комфортне та безпечне середовище для проживання людей.
До адміністративної реформи 19 липня 2020 року село належало до Чемеровецького району, після його ліквідації, увійшло до складу Кам'янець-Подільського району.
3 квітня 2024 року селі Збриж парафія церква Святого Михайла перейшла з Московського патріархату в Православну Церкву України. Вперше, в місцевій церкві пролунала молитва українською мовою.

## Населення
Населення села становить 251 особу на 2001 рік.

### Мова
У селі поширені західноподільська говірка та південноподільська говірка, що відносяться до подільського говору, який належить до південно-західного наріччя.

## Охорона природи
Село лежить у межах національного природного парку «Подільські Товтри».

## Відомі люди
- Костецький Микола Данилович — український учений, селекціонер і громадський діяч.

## Галерея

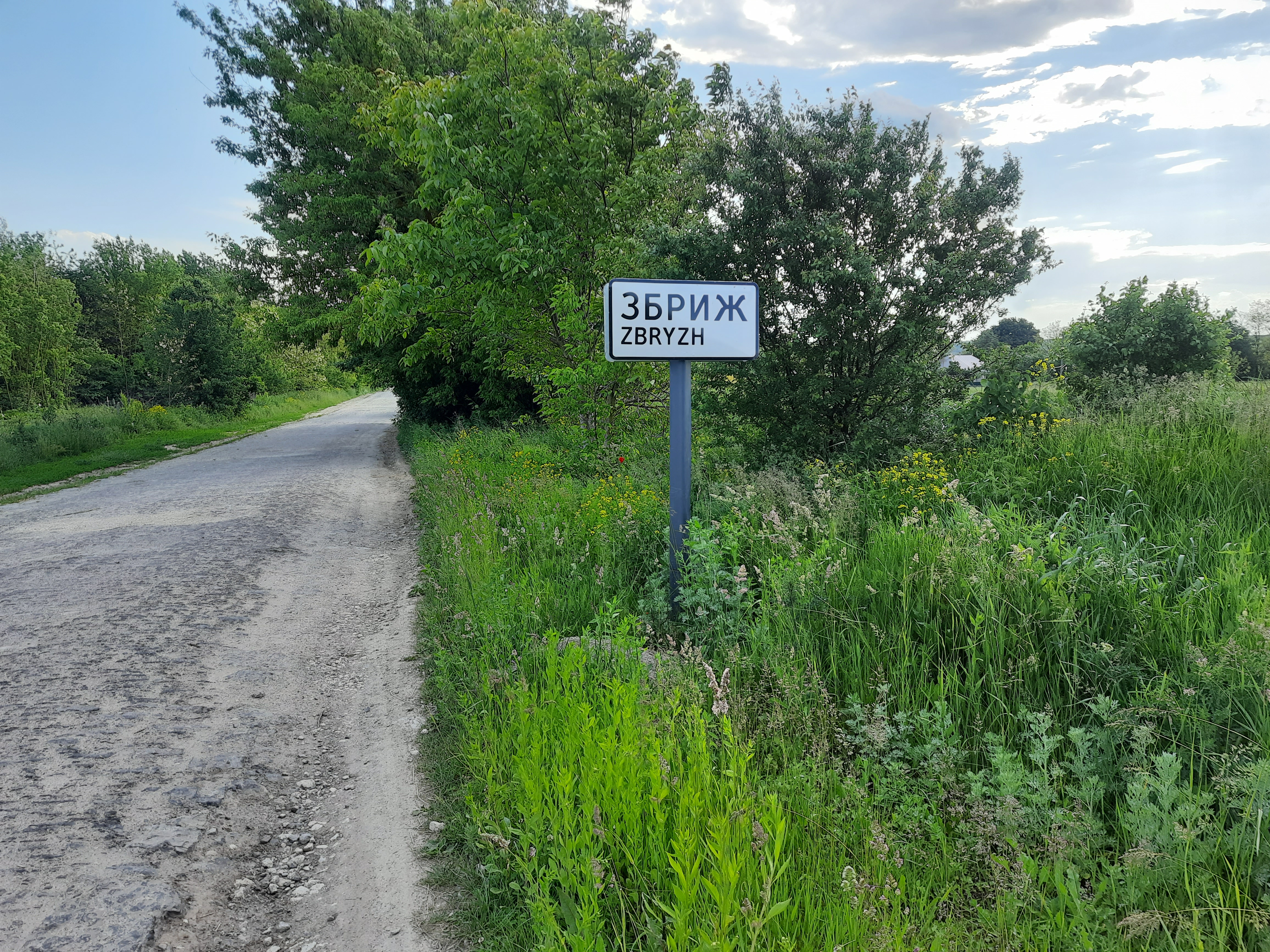
В'їзд у село
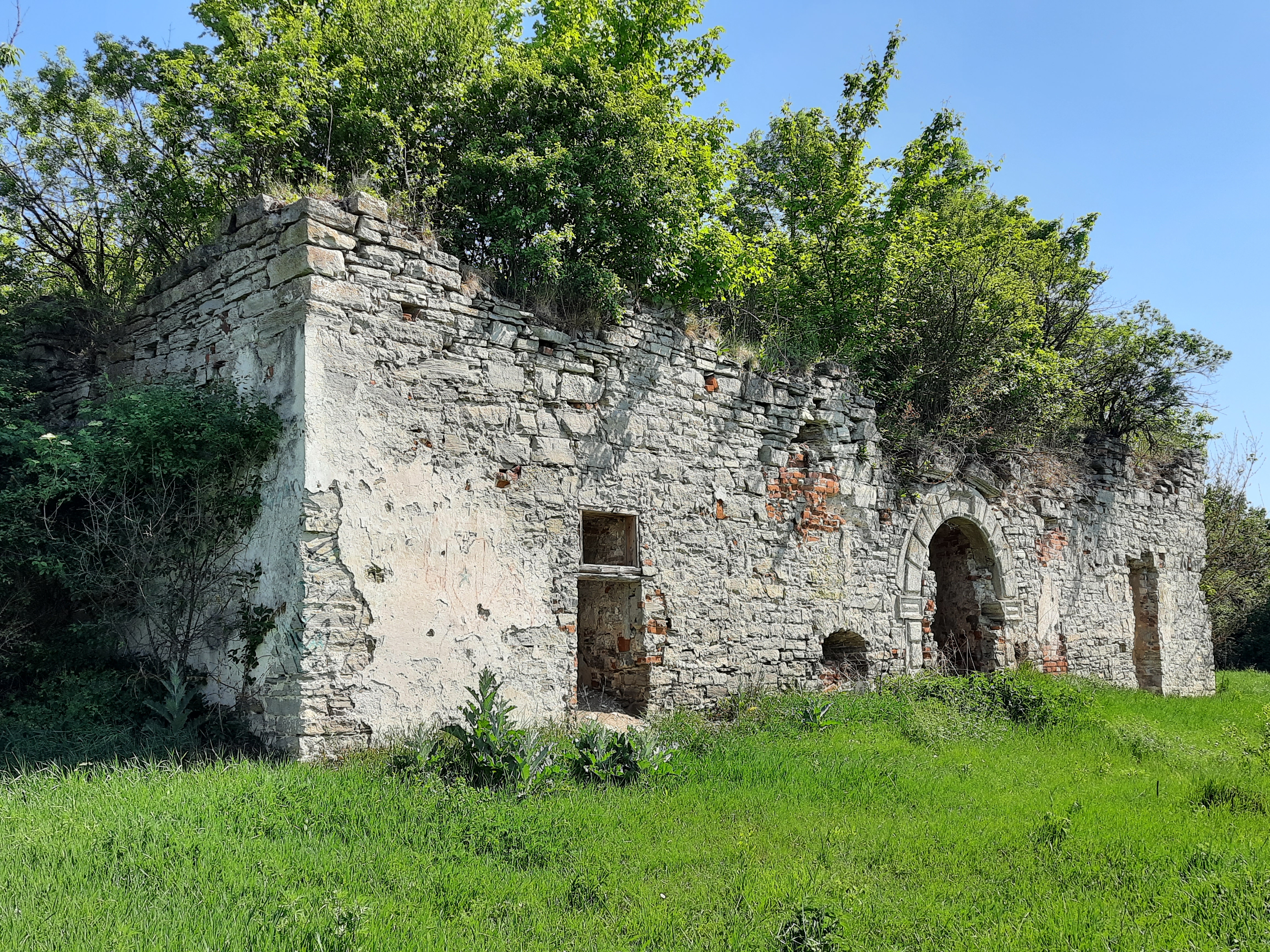
Руїни замку
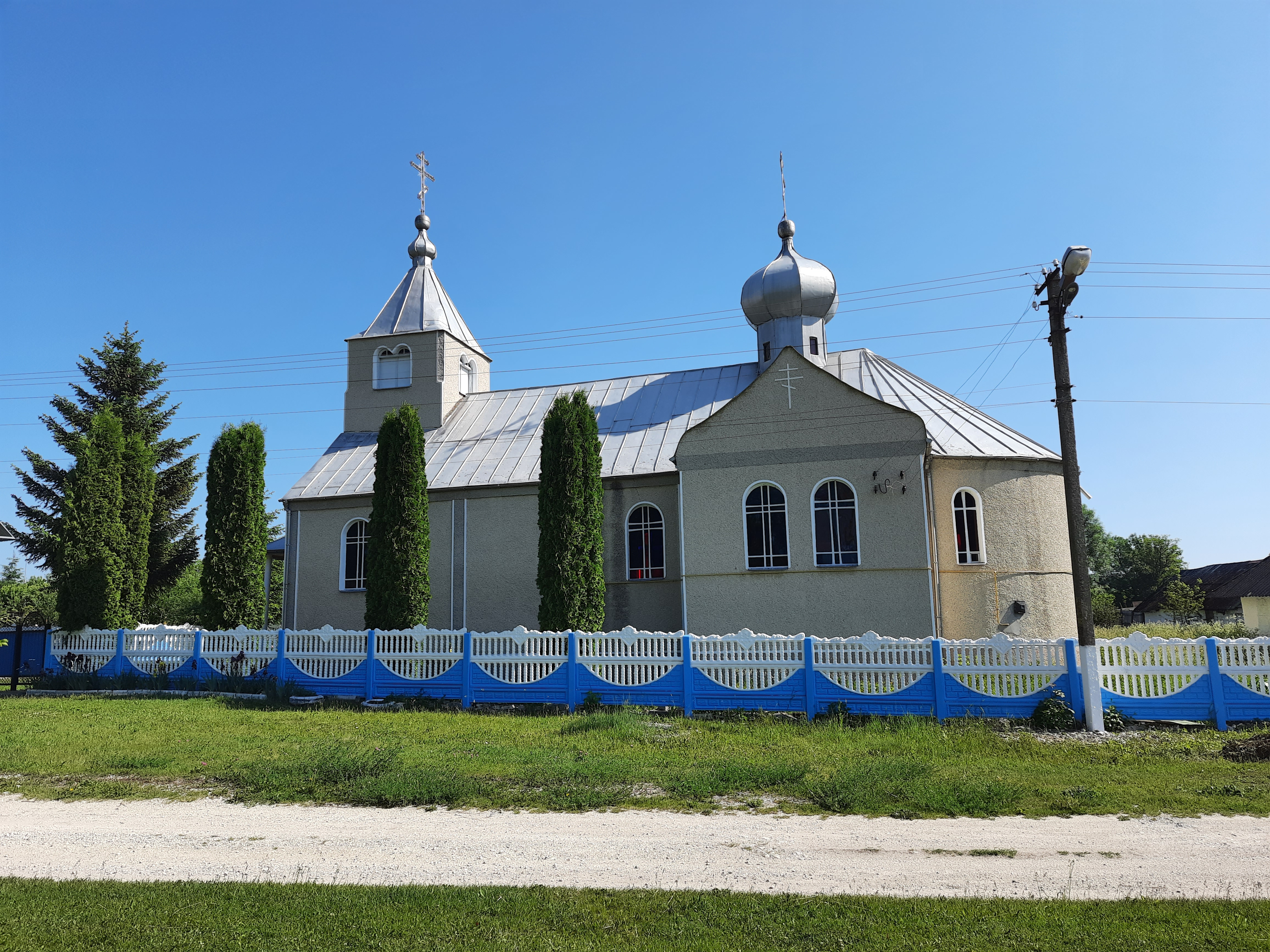
Михайлівська церква
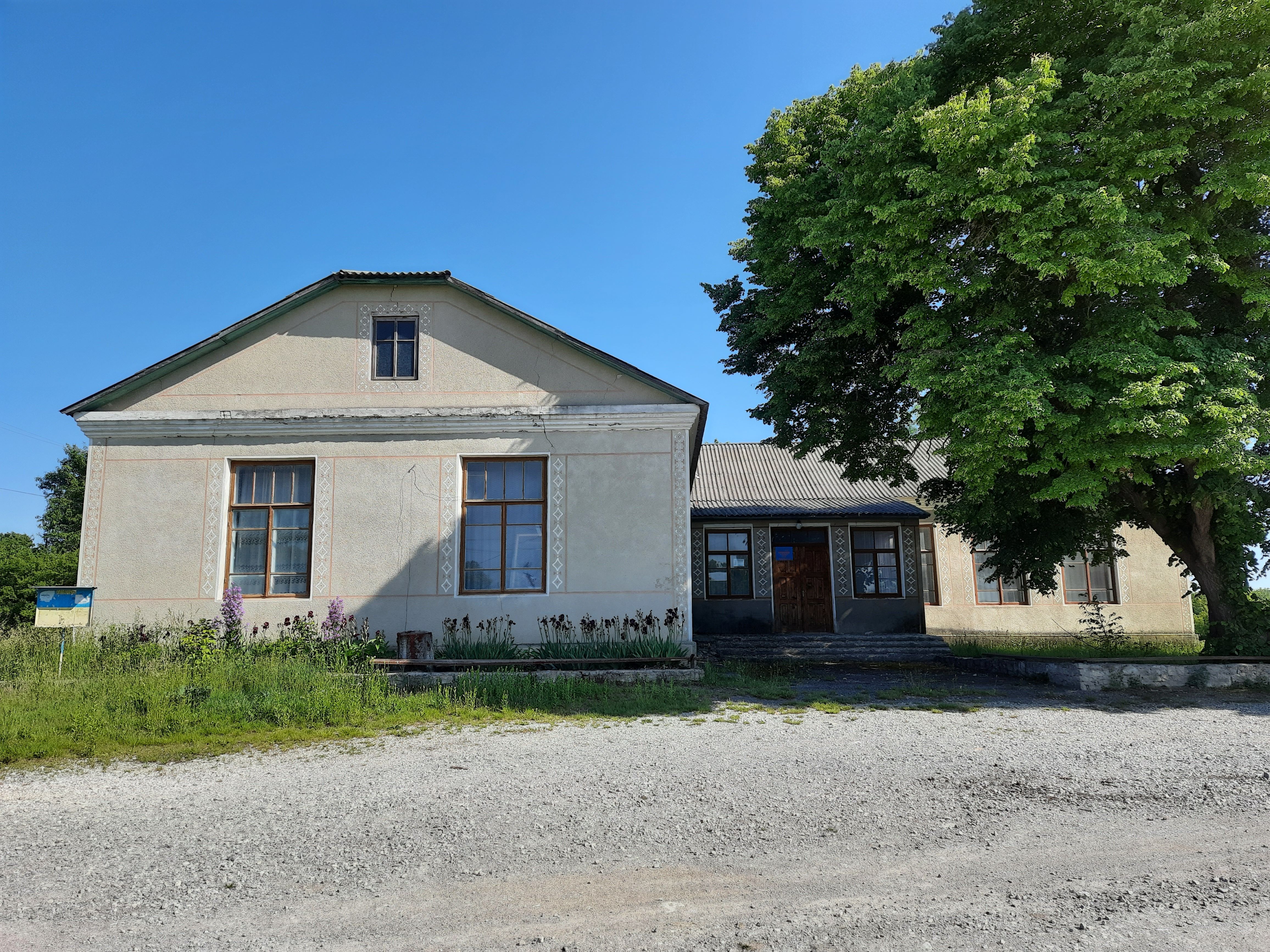
Клуб
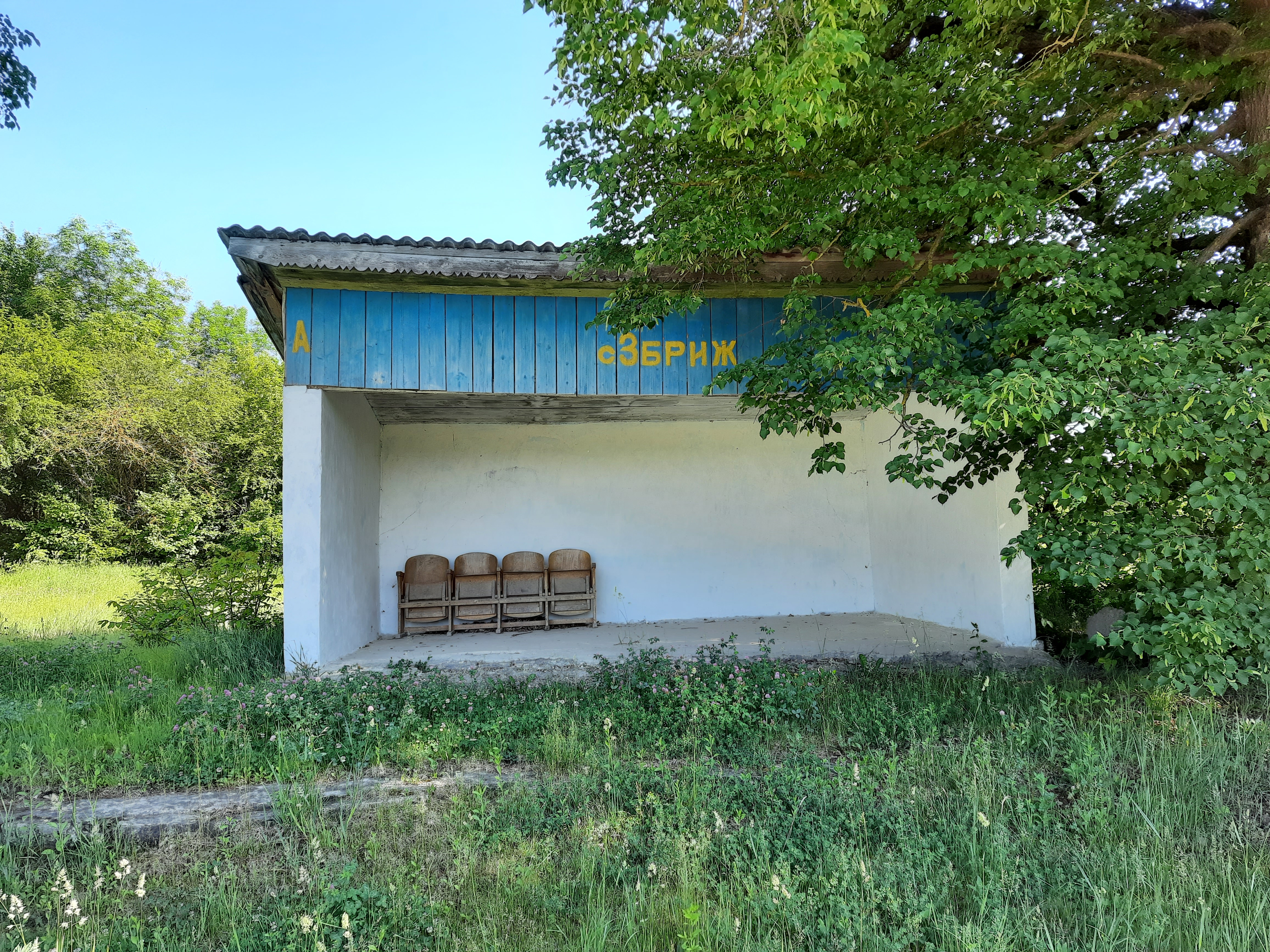
Автобусна зупинка
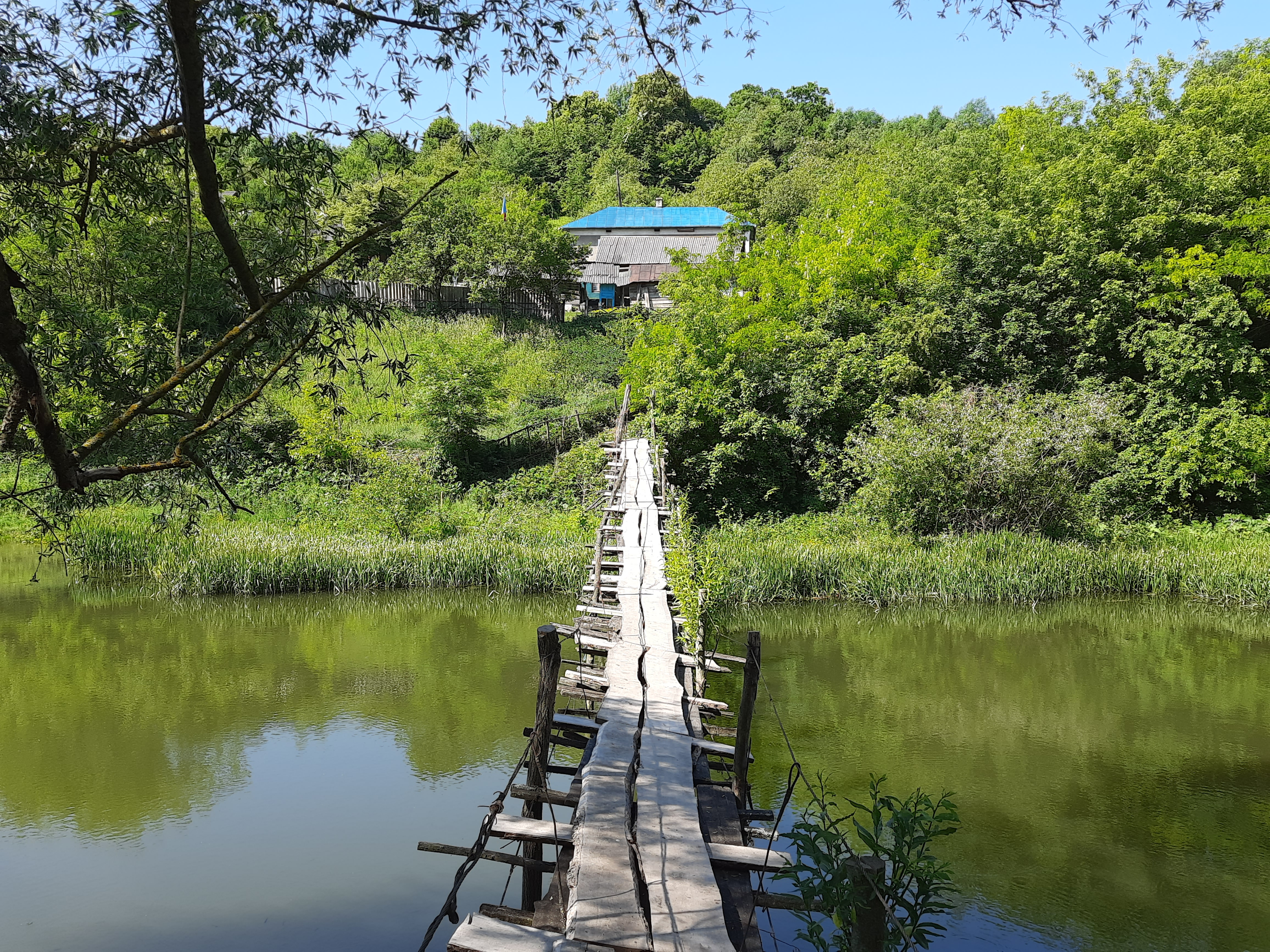
Кладка через Збруч
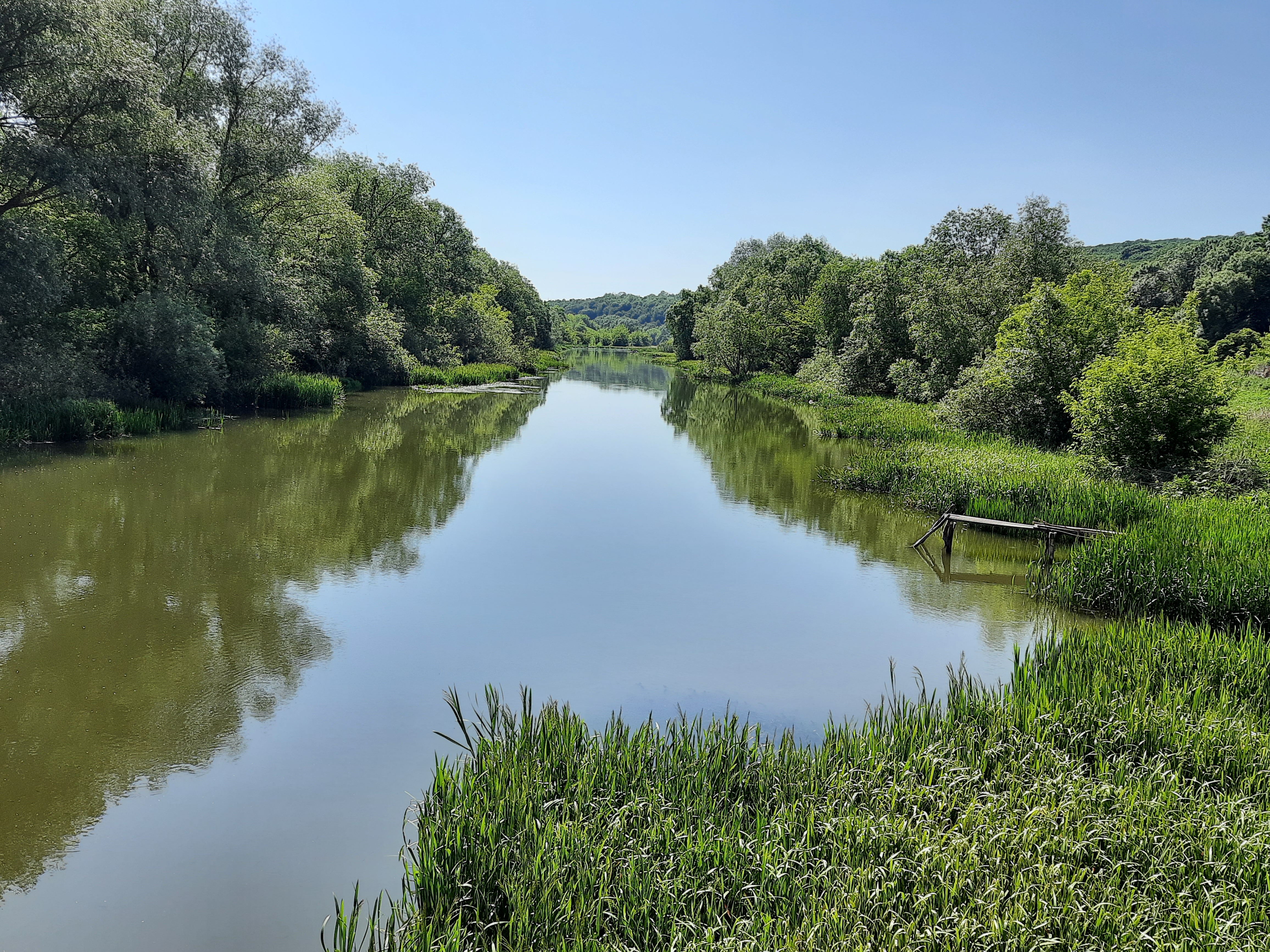
Збруч біля Збрижа